# Kościół Nawrócenia św. Pawła w Bełżycach
Kościół pw. Nawrócenia św. Pawła w Bełżycach – kościół parafialny wyznania rzymskokatolickiego powstały w Bełżycach na początku XV w. Znajduje się na trasie Szlaku Renesansu Lubelskiego. Należy do dekanatu Bełżyce archidiecezji lubelskiej.

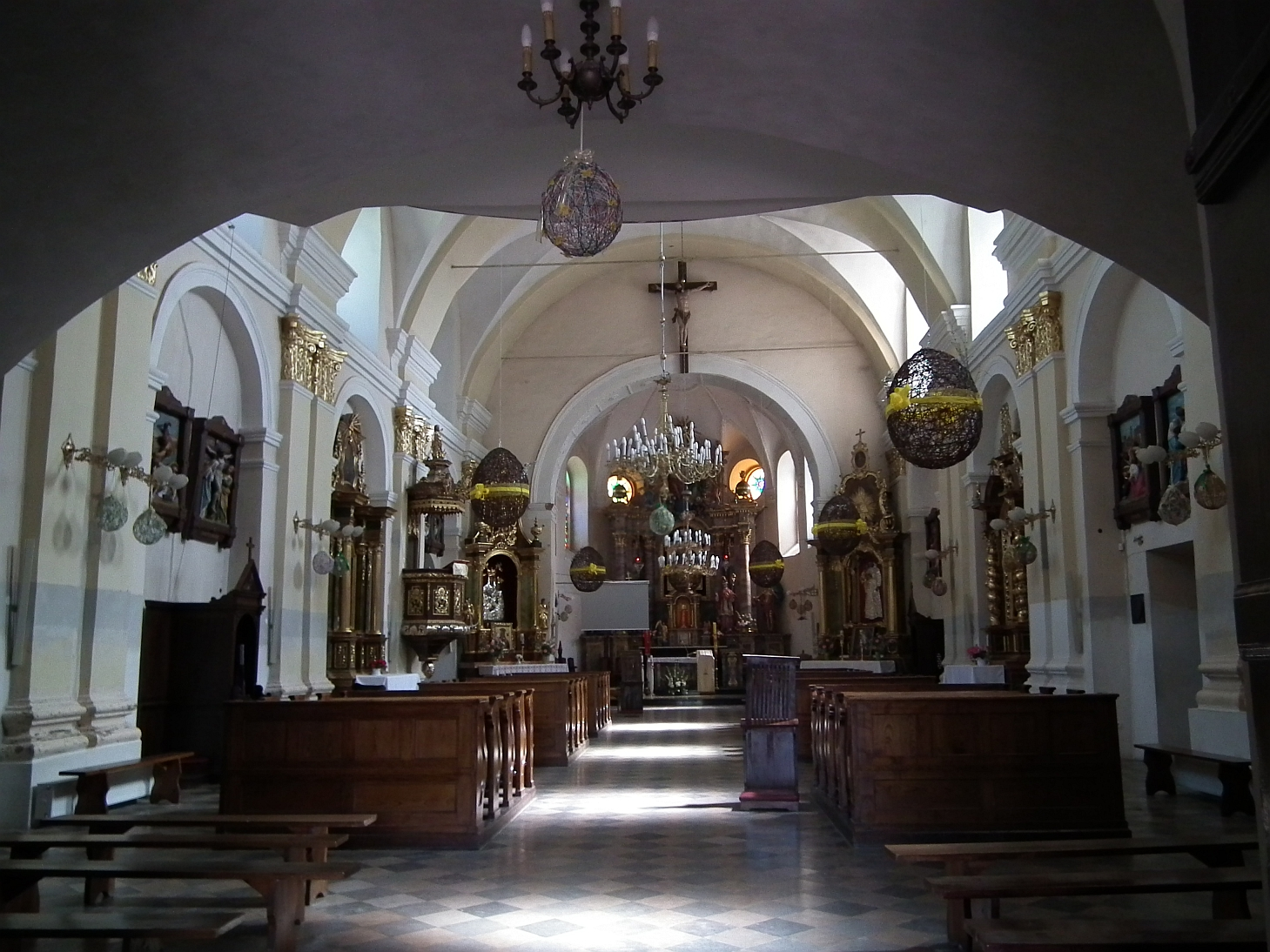
Wnętrze świątyni